# Långa flacka bollar II
Långa flacka bollar II, originaltitel: Lange flate ballær II, är en norsk komedifilm från 2008. Filmen är en uppföljare till Långa flacka bollar från 2006, och regisseras av Harald Zwart. Det är samma sex huvudrollsinnehavare som i den första filmen, dessutom medverkar Don Johnson i rollen som amerikansk admiral.